# Магнуссен, Петур
Пе́тур Ма́гнуссен (фар. Petur Magnussen; род. 9 ноября 1968 года в Мивоавуре, Фарерские острова) — бывший фарерский футболист, вратарь, выступавший за клуб «МБ».

## Карьера
Петур является воспитанником «МБ» из своей родной деревни. Он дебютировал за родной клуб в 16-летнем возрасте: 4 мая 1985 года вратарь пропустил 1 гол в победном для «МБ» матче первого дивизиона против «СИФ». Всего в первом сезоне на взрослом уровне Петур отыграл 4 встречи в рамках первой фарерской лиги и пропустил в них 3 мяча. В следующем сезоне он стал основным вратарём мивоавурцев и провёл 13 игр в первом дивизионе, пропустив 20 голов. В 1987 году на его счету были 14 сыгранных встреч в первой лиге и 20 пропущенных мячей. В сезоне-1988 Петур сыграл всего 4 матча в первом дивизионе, пропустив 2 гола. В том же году он активно участвовал в играх Кубка Фарерских островов, где его команда дошла полуфинала. Петур защищал ворота мивоавурцев в первой и ответной полуфинальных встречах с «ХБ», пропустив по одному голу в каждой из них. В 1989 году голкипер внёс свой небольшой вклад в победу «МБ» в первом дивизионе, отыграв 5 матчей на этом турнире и пропустив в них 5 мячей.
В 1990 году состоялся дебют Петура в высшем дивизионе Фарерских островов: 29 апреля он пропустил 3 гола от «ХБ» в матче 1-го тура. В итоге он принял участие во всех 18 играх турнира, на его счету были 35 пропущенных мячей. В том же сезоне Петур и его команда снова дошли до полуфинала национального кубка, где уступили «КИ». В первой игре голкипер пропустил 3 гола, а в ответной — 2. После окончания сезона-1990 Петур покинул «МБ» и навсегда оставил футбол.

## Статистика выступлений
| Выступление      | Выступление      | Выступление      | Лига | Лига | Кубки | Кубки | Еврокубки | Еврокубки | Прочие | Прочие | Итого | Итого |
| Клуб             | Лига             | Сезон            | Игры | Голы | Игры  | Голы  | Игры      | Голы      | Игры   | Голы   | Игры  | Голы  |
| ---------------- | ---------------- | ---------------- | ---- | ---- | ----- | ----- | --------- | --------- | ------ | ------ | ----- | ----- |
| МБ               | Первый дивизион  | 1985             | 4    | -3   | 1     | -3    | 0         | 0         | 0      | 0      | 5     | -6    |
| МБ               | Первый дивизион  | 1986             | 13   | -20  | 3     | -6    | 0         | 0         | 0      | 0      | 16    | -26   |
| МБ               | Первый дивизион  | 1987             | 14   | -20  | 0     | 0     | 0         | 0         | 0      | 0      | 14    | -20   |
| МБ               | Первый дивизион  | 1988             | 4    | -2   | 5     | -3    | 0         | 0         | 0      | 0      | 9     | -5    |
| МБ               | Первый дивизион  | 1989             | 5    | -5   | 0     | 0     | 0         | 0         | 0      | 0      | 5     | -5    |
| МБ               | Премьер-лига     | 1990             | 18   | -35  | 4     | -8    | 0         | 0         | 0      | 0      | 22    | -43   |
| МБ               | Итого            | Итого            | 58   | -85  | 13    | -20   | 0         | 0         | 0      | 0      | 71    | -105  |
| Всего за карьеру | Всего за карьеру | Всего за карьеру | 58   | -85  | 13    | -20   | 0         | 0         | 0      | 0      | 71    | -105  |

## Достижения
«МБ»
- Победитель первого дивизиона (1): 1989